# Купина, Наталия Александровна
Ната́лия Алекса́ндровна Ку́пина (род. 7 мая 1940, Магадан) — советский и российский лингвист. Доктор филологических наук, профессор филологического факультета Уральского государственного университета им. А. М. Горького (Екатеринбург).

## Биография
Родилась в 1940 г. в г. Магадане. Окончила Одесский государственный университет. С 1967 г. — на кафедре русского языка Свердловского педагогического института, а с 1977 г. — на кафедре современного русского языка Уральского государственного университета. В настоящее время профессор кафедры риторики и стилистики русского языка УрГУ. Действительный член Академии гуманитарных наук (1995).
Научные интересы Н. А. Купиной многообразны. Кандидатская диссертация была посвящена проблеме сущности и возникновения метафоры (на материале восточнославянских языков), докторская — интерпретации художественного текста. Специалист в области стилистики и риторики русского языка, теории социально-политического дискурса. Член Головного совета по филологическим наукам Российской Федерации.

## Основные работы
- Лингвистический анализ художественного текста. М., 1980.
- Структурно-смысловой анализ произведений. Свердловск, 1981.
- Смысл художественного текста и аспекты лингвосмыслового анализа. Красноярск, 1983.
- Методика развития речи на уроках русского языка. М., 1991 (в соавт. с Т. А. Ладыженской и др.)[уточнить].
- Тоталитарный язык: словарь и речевые реакции. — Екатеринбург; Пермь: Изд-во Урал. ун-та, 1995.
- Языковое сопротивление в контексте тоталитарной культуры. Екатеринбург, 1998.
- Филологический анализ художественного текста. М., 2003 (в соавт. с Н. А. Николиной);
- Основы стилистики и культуры речи. М., 2004 (в соавт.)
- Массовая литература сегодня. М., 2008, 2009 (в соавт. с М. А. Литовской и Н. А. Гиколиной)